# Swyncombe
Swyncombe is een civil parish in het bestuurlijke gebied South Oxfordshire, in het Engelse graafschap Oxfordshire met 250 inwoners.